# Sedlašek
Sedlašek este o localitate din comuna Podlehnik, Slovenia, cu o populație de 221 de locuitori.